# Jörg Blech
Jörg Blech (* 1966 in Köln) ist ein deutscher Wissenschaftsjournalist und Sachbuch-Autor.

## Biografie
Er studierte zunächst Biologie an der Universität zu Köln und in einem Austauschjahr Biochemie an der University of Sussex, um nach dem Diplom-Abschluss 1994  in Köln eine Stelle als Medizin- und Wissenschaftsredakteur beim Stern anzunehmen. Danach wechselte er zunächst zur Zeit und 1999 zum Spiegel. Nach Stationen in Hamburg und Boston arbeitet er aktuell im Hauptstadtbüro.
Bekannt geworden ist er in erster Linie als Kritiker des Gesundheitswesens und der Pharmaindustrie.
Jörg Blech lebt mit seiner Familie in Berlin.

## Schriften
- Leben auf dem Menschen. Die Geschichte unserer Besiedler. Rowohlt-Taschenbuch-Verlag, Reinbek 2000, ISBN 3-499-60880-4; überarbeitete und erweiterte Neuausgabe ebd. 2010, ISBN 978-3-499-62494-0
- Mensch & Co. Aufregende Geschichten von Lebewesen, die auf uns wohnen. Rowohlt, Reinbek 2001, ISBN 3-499-21162-9
- Die Krankheitserfinder. Wie wir zu Patienten gemacht werden. S. Fischer, Frankfurt 2003, ISBN 3-10-004410-X; erweiterte Ausgabe: Fischer-Taschenbuch-Verlag, Frankfurt 2005, ISBN 3-596-15876-1 (Platz 1 der Spiegel-Bestsellerliste vom 16. bis zum 22. Februar 2004)
- Heillose Medizin. Fragwürdige Therapien und wie Sie sich davor schützen können. S. Fischer, Frankfurt 2005, ISBN 3-10-004413-4; Fischer-Taschenbuch-Verlag, Frankfurt 2007, ISBN 978-3-596-16822-4
- Bewegung. Die Kraft, die Krankheiten besiegt und das Leben verlängert. S. Fischer, Frankfurt 2007, ISBN 978-3-10-004414-3; überarbeitete und aktualisierte Ausgabe: Heilen mit Bewegung. Wie Sie Krankheiten besiegen und Ihr Leben verlängern. Fischer-Taschenbuch-Verlag, Frankfurt 2009, ISBN 978-3-596-17761-5; Überarbeitete Neuausgabe: Die Heilkraft der Bewegung. Wie Sie Krankheiten besiegen und Ihr Leben verlängern. Fischer-Taschenbuch-Verlag, Frankfurt 2014, ISBN 978-3-596-19869-6
- Gene sind kein Schicksal. Wie wir unsere Erbanlagen und unser Leben steuern können. S. Fischer, Frankfurt 2010, ISBN 978-3-10-004418-1; Fischer-Taschenbuch-Verlag, Frankfurt 2012, ISBN 978-3-596-18619-8
- Die Psychofalle: Wie die Seelenindustrie uns zu Patienten macht. S. Fischer, Frankfurt 2014, ISBN 978-3-10-004419-8
- Schmeckt's noch? : die falschen Versprechen der Lebensmittelindustrie und wie wir einfach gesund essen können. S. Fischer, Frankfurt 2017, ISBN 978-3-10-002481-7
- Masterplan Gesundheit: Was Körper und Geist brauchen, um lange jung und fit zu bleiben. DVA, München 2023,  ISBN 978-3-421-07011-1

## Hörbücher
- Bewegung. Gelesen von Wolfgang Rüter, Der Audio Verlag (DAV), Berlin, 2008, ISBN 978-3-89813-754-6 (Lesung, 2 CDs, 146 Min.)